# Halipeurus
Genre
Halipeurus est un genre de poux de la famille des Philopteridae.

## Liste des sous-genres et espèces
Selon  Species File (22 avril 2021) :
- sous-genre Anamias Timmermann, 1961
  - Halipeurus raphanus Timmermann, 1961
- sous-genre Halipeurus Thompson, 1936
  - Halipeurus abnormis (Piaget, 1885)
  - Halipeurus angusticeps (Piaget, 1880)
  - Halipeurus attenuatus Edwards, 1961
  - Halipeurus bulweriae Timmermann, 1960
  - Halipeurus confusus Palma, 2011
  - Halipeurus consimilis Timmermann, 1960
  - Halipeurus diversus (Kellogg, 1896)
  - Halipeurus fallacis Timmermann, 1960
  - Halipeurus falsus Eichler, 1949
  - Halipeurus forficulatus Edwards, 1961
  - Halipeurus gravis Timmermann, 1961
  - Halipeurus heraldicus Timmermann, 1960
  - Halipeurus kermadecensis (Johnston & Harrison, 1912)
  - Halipeurus leucophryna Timmermann, 1960
  - Halipeurus marquesanus (Ferris, 1932)
  - Halipeurus mirabilis Thompson, 1940
  - Halipeurus mundae Edwards, 1961
  - Halipeurus noctivagus Timmermann, 1960
  - Halipeurus placodus Edwards, 1961
  - Halipeurus pricei Palma, 2011
  - Halipeurus procellariae (Fabricius, 1775)
  - Halipeurus spadix Timmermann, 1961
  - Halipeurus theresae Timmermann, 1969
  - Halipeurus thompsoni Edwards, 1961
  - Halipeurus turtur Edwards, 1961
- sous-genre Synnautes Thompson, 1936
  - Halipeurus nesofregettae Timmermann, 1961
  - Halipeurus pelagicus (Denny, 1842)
  - Halipeurus pelagodromae Palma, 2011

## Publication originale
- (en) Gordon B. Thompson, « Three new genera of Mallophaga (Subfam. Esthiopterinæ) », Annals and Magazine of Natural History, Londres, Taylor & Francis, vol. 18, no 103,‎ juillet 1936, p. 40-43 (ISSN 0374-5481, OCLC 1481361, DOI 10.1080/00222933608655172, lire en ligne).